# شهرستان مدودفسکی
شهرستان مدودفسکی (به لاتین: Medvedevsky District) یک شهرستان در روسیه است که در ماری ال واقع شده‌است.